# Smiljko Ašperger
Smiljko Ašperger  (Zagreb, 25. siječnja 1921. – Zagreb, 3. svibnja 2014.) hrvatski kemičar, akademik

## Djela
- "Kemijska kinetika i anorganski reakcijski mehanizmi", Hrvatska akademija znanosti i umjetnosti, Zagreb, 1999., ISBN 953-154-380-1

## Vanjske poveznice
- Smiljko Ašperger Hrvatska tehnička enciklopedija, portal hrvatske tehničke baštine. LZMK